# Regar-TadAZ Tursunzoda
El FC Regar-TadAZ Tursunzoda (en ruso: ФК Регар-ТадАЗ Турсунзаде) es un club de fútbol con sede en Tursunzoda, Tayikistán, fundado en 1975. El Regar-TadAZ ha dominado el fútbol en Tayikistán desde finales del siglo XX con siete títulos de liga. Además, cuenta en su palmarés con tres Copas de Tayikistán y tres Copa Presidente de la AFC, la última de ellas lograda en 2009 tras vencer al Dordoi-Dynamo en la final. Actualmente juega en la Liga de fútbol de Tayikistán.

## Historia
El club fue fundado en 1975 tras instalarse en ese año TadAZ (hoy en día denominada TALCO), una planta de aluminio en la región, la primera de todo Tayikistán. A la fábrica llegaron profesionales jóvenes del aluminio y metalúrgicos de varias partes de la Unión Soviética y a finales de ese año la planta empleaba a más de un millar de personas.
Para fomentar el entretenimiento en el tiempo libre, y por iniciativa de la comisión sindical y la Planta de Komsomol, se llevó a cabo diversas actividades juveniles, incluyendo los deportes. El presidente del comité sindical de TadAZ, Vladimir Kuprin, fue el impulsor del actual club de fútbol. Bajo su liderazgo, en 1975, fue creado el equipo de fútbol de la fábrica, llamado originariamente «Metallurg», que es el prototipo del actual Regar-TadAZ. El equipo «Metallurg» estaba formado por jóvenes trabajadores de la fábrica que competían en torneos regionales.
El equipo se proclamó campeón de liga de la República de Tayikistán en 1977 y 1989, mientras que ganó la Copa de Tayikistán en 1979, 1984, 1987 y 1989. En los años 1980 dos mejores jugadores del club, Aleksander Pilyugin y Vladimir Yermolayev fueron reclutados por el CSKA Pomir Dushanbe, el equipo del ejército tayiko. En 1990, el club ascendió a la Segunda Liga Soviética, en el grupo 9, y fue renombrado Regar. Antes del colapso de la Unión Soviética jugó dos años en la segunda liga.
Después de la independencia de Tayikistán se fundó el campeonato interno, la Liga de fútbol de Tayikistán. En 1994 pasó a ser un club profesional y, al ser financiado por la planta de aluminio de Tayikistán, el equipo fue renombrado Regar-TadAZ, nombre que conserva en la actualidad. Durante los años de participación en el campeonato tayiko, el Regar-TadAZ se ha proclamado siete veces campeón de liga y cuatro veces de la Copa de Tayikistán.
En 2013 el Regar-TadAZ pasó a disputar la Copa de la AFC, por primera vez en su historia, en lugar de la Copa Presidente como había estado haciendo hasta esa edición.

## Pálmarés
- Liga de fútbol de Tayikistán: 7

2001, 2002, 2003, 2004, 2006, 2007, 2008
- Copa de Tayikistán: 7

2000-01, 2001-02, 2005, 2006, 2011, 2012, 2024
- Copa Presidente de la AFC: 3

2005, 2008, 2009

## Participación en competiciones de la AFC
| Temporada | Torneo                    | Ronda                       | Club               | Casa        | Visita      | Global      |
| --------- | ------------------------- | --------------------------- | ------------------ | ----------- | ----------- | ----------- |
| 2000–01   | Recopa de la AFC          | Primera ronda regional      | Kairat Almaty      | 1–1         | 0–2         | 1–3         |
| 2001–02   | Recopa de la AFC          | Primera ronda regional      | Nisa Aşgabat       | 4–1         | 0–1         | 4–2         |
| 2001–02   | Recopa de la AFC          | Segunda ronda regional      | Pakhtakor Tashkent | 3–1         | 2–2         | 5–3         |
| 2001–02   | Recopa de la AFC          | Cuartos de final regionales | Al-Hilal           | 0–2         | 0–3         | 0–5         |
| 2005      | Copa Presidente de la AFC | Grupo A                     | Transport United   | 6–1         | 6–1         | 1º Lugar    |
| 2005      | Copa Presidente de la AFC | Grupo A                     | Taipower FC        | 3–0         | 3–0         | 1º Lugar    |
| 2005      | Copa Presidente de la AFC | Grupo A                     | Three Star         | 0–0         | 0–0         | 1º Lugar    |
| 2005      | Copa Presidente de la AFC | Semifinales                 | Blue Star          | 6–0         | 6–0         | 6–0         |
| 2005      | Copa Presidente de la AFC | Final                       | Dordoi-Dynamo      | 3–0         | 3–0         | 3–0         |
| 2007      | Copa Presidente de la AFC | Grupo A                     | Transport United   | 13–0        | 13–0        | 1º Lugar    |
| 2007      | Copa Presidente de la AFC | Grupo A                     | Pakistan Army      | 2–1         | 2–1         | 1º Lugar    |
| 2007      | Copa Presidente de la AFC | Grupo A                     | Ratnam SC          | 1–0         | 1–0         | 1º Lugar    |
| 2007      | Copa Presidente de la AFC | Semifinales                 | Mahendra Police    | 1–2         | 1–2         | 1–2         |
| 2008      | Copa Presidente de la AFC | Grupo A                     | WAPDA FC           | 2–1         | 2–1         | 1º Lugar    |
| 2008      | Copa Presidente de la AFC | Grupo A                     | Abahani Limited    | 2–1         | 2–1         | 1º Lugar    |
| 2008      | Copa Presidente de la AFC | Grupo A                     | Mahendra Police    | 2–2         | 2–2         | 1º Lugar    |
| 2008      | Copa Presidente de la AFC | Semifinales                 | FC Aşgabat         | 4–3         | 4–3         |             |
| 2008      | Copa Presidente de la AFC | Final                       | Dordoi-Dynamo      | 1–1 (4–3 p) | 1–1 (4–3 p) | 1–1 (4–3 p) |
| 2009      | Copa Presidente de la AFC | Grupo A                     | WAPDA FC           | 0–0         | 0–0         | 1º Lugar    |
| 2009      | Copa Presidente de la AFC | Grupo A                     | Taipower FC        | 3–1         | 3–1         | 1º Lugar    |
| 2009      | Copa Presidente de la AFC | Grupo A                     | Mahendra Police    | 2–2         | 2–2         | 1º Lugar    |
| 2009      | Copa Presidente de la AFC | Semifinales                 | WAPDA FC           | 4–3         | 4–3         | 4–3         |
| 2009      | Copa Presidente de la AFC | Final                       | Dordoi-Dynamo      | 2–0         | 2–0         | 2–0         |
| 2013      | Copa de la AFC            | Grupo A                     | Al-Kuwait          | 1–3         | 0–5         | 4º Lugar    |
| 2013      | Copa de la AFC            | Grupo A                     | Al-Riffa           | 0–3         | 1–1         | 4º Lugar    |
| 2013      | Copa de la AFC            | Grupo A                     | Safa SC            | 2–3         | 1–1         | 4º Lugar    |

## Jugadores

### Jugadores destacados
En negrita aparecen los que han jugado para su selección nacional.
| - Alisher Dodov - Odil Irgashev - Davronjon Tukhtasunov - Denis Dereshev - Ivan Dyagolchenko | - Abbos Abdulloyev - Sardorbek Eminov - Jailton Oliviera - Charles Nakuti |